# Hudson (Wyoming)
Hudson (arapaho: Boo'oowú') és una població dels Estats Units a l'estat de Wyoming. Segons el cens del 2000 tenia 407 habitants.

## Demografia
Segons el cens del 2000, Hudson tenia 407 habitants, 171 habitatges, i 112 famílies. La densitat de població era de 374,2 habitants/km².
Dels 171 habitatges en un 26,3% hi vivien nens de menys de 18 anys, en un 52% hi vivien parelles casades, en un 9,9% dones solteres, i en un 34,5% no eren unitats familiars. En el 32,2% dels habitatges hi vivien persones soles el 13,5% de les quals corresponia a persones de 65 anys o més que vivien soles. El nombre mitjà de persones vivint en cada habitatge era de 2,38 i el nombre mitjà de persones que vivien en cada família era de 3,03.
Per edats la població es repartia de la següent manera: un 25,8% tenia menys de 18 anys, un 6,1% entre 18 i 24, un 26,5% entre 25 i 44, un 24,8% de 45 a 60 i un 16,7% 65 anys o més.
L'edat mediana era de 40 anys. Per cada 100 dones de 18 o més anys hi havia 93,6 homes.
La renda mediana per habitatge era de 26.563 $ i la renda mediana per família de 34.375 $. Els homes tenien una renda mediana de 30.469 $ mentre que les dones 19.125 $. La renda per capita de la població era de 15.515 $. Entorn del 12,5% de les famílies i el 13,1% de la població estaven per davall del llindar de pobresa.

## Poblacions més properes
El següent diagrama mostra les poblacions més properes.